# SZD-37 Jantar
SZD-37 Jantar – polski, jednomiejscowy, szybowiec wysokowyczynowy, zaprojektowany w Ośrodku Badawczo-Rozwojowym Szybownictwa w Bielsku-Białej. Pierwszy w Polsce szybowiec laminatowy.

## Historia
Wyniki Mistrzostw Świata w szybownictwie w 1965 r. rozegranych w South Cerney w Anglii pokazały, że przyszłość szybownictwa należy do konstrukcji laminatowych. W 1968 r. odbyły się Mistrzostwa w Lesznie, które wygrały szybowce laminatowe, a konstrukcje drewniane, nawet tak zaawansowane jak SZD-31 Zefir 4, nie były w stanie nawiązać z nimi równorzędnej walki. W związku z powyższym w Szybowcowym Zakładzie Doświadczalnym zapadła decyzja wdrożenia do produkcji technologii i materiałów związanych z konstrukcjami laminatowymi. 
Podjęto decyzje o stworzeniu zaplecza do opracowania takich konstrukcji co wiązało się z przekształceniem Szybowcowego Zakładu Doświadczalnego. W 1969 r. utworzono Zakład Doświadczalny Rozwoju i Budowy Szybowców, który w 1972 r. przemianowano na Ośrodek Badawczo-Rozwojowy Szybownictwa. Personel nowej jednostki przeszedł szereg szkoleń, które miały zapewnić opracowanie i wdrożenie nowej technologii. 
W Polsce te technologie dotychczas były stosowane w ograniczonym zakresie w konstrukcji szybowców - wykonywano tak fragmenty przejść nierozwijalnych czy elementy wyposażenia. Problemem był również dostęp do odpowiednich materiałów. Żywice epoksydowe były produkowane z myślą o użyciu w przemyśle elektromechanicznym, nie nadawały się do produkcji szybowców. Odpowiednie tkaniny udało się wyprodukować w kraju, zajęła się tym Huta Szkła w Krośnie.
Powołano zespół konstruktorski, kierowany przez Adama Kurbiela, którego zadaniem było opracować projekt nowego szybowca. Wiodącym technologiem został inż. Wiesław Gębala, a w opracowaniu dokumentacji konstrukcyjnej brali ponadto udział: Marian Międzybrodzki, Tadeusz Łabuć, Wiesław Stafiej, Jan Knapik, Władysław Korzonkiewicz, Lesław Bartoszek, Stanisław Oskwarek, Józef Manda i Jan Trojak. Próbami wytrzymałościowymi zajmował się Alojzy Zemczak, a ze strony Inspektoratu Kontroli Cywilnych Statków Powietrznych (IKCSP) nadzór sprawował mgr inż. Jerzy Trzeciak. 
W związku z informacjami od innych producentów o problemach konstrukcji kadłuba z laminatów w nowej konstrukcji zastosowano metalową belkę kadłuba. Z uwagi na ciągły brak polskich materiałów zdecydowano się na użycie sprawdzonej w zachodnich konstrukcjach żywicy Epicote. Specjalnie do badań struktur laminatowych zbudowano specjalną komorę termostatyczną do prób w podwyższonych temperaturach. Wykonano setki próbek konstrukcyjno-technologicznych, na podstawie otrzymanych wyników stworzono kilka odmian skrzydeł różniących  się sposobem wykonania dźwigara dla sprawdzenia wytrzymałości skrzydła przed wyborem wersji do produkcji seryjnej. 
Zdecydowano, że szybowiec powstanie w dwóch egzemplarzach różniących się między sobą rozpiętością skrzydeł (17,5 i 19 m). Oblot pierwszego z nich, o znakach SP-2637 (17,5 m), wykonał inż. Jerzy Śmielkiewicz w dn. 14 lutego 1972 r., drugi SP-2636 (19 m, nr.fabr X-105) 13 maja 1972 r. oblatał inż. Jerzy Popiel. Dalsze próby w locie prowadzili także piloci doświadczalni SZD Zdzisław Bylok i January Roman. Następnie szybowce były testowane w Centrum Szybowcowym w Lesznie przez Stanisława Kluka i Henryka Muszczyńskiego - pilotów kadry narodowej mających na prototypowych egzemplarzach Jantarów startować w zbliżających się Szybowcowych Mistrzostwach Świata w Vrsac. 
Na tych zawodach w klasie standard Jan Wróblewski zajął pierwsze miejsce a Franciszek Kępka trzecie na Orionach, w klasie otwartej Stanisław Kluk na Jantarze zajął trzecie miejsce w klasie otwartej i pierwsze w klasie 19-metrowej. Jantar zdobył również nagrodę OSTIV dla najlepszego szybowca o 19-metrowej rozpiętości skrzydeł. 
W roku 1973 na Jantarach ustanowiono 7 rekordów Polski, m.in.:
- na trasie 100 km: Adela Dankowska - prędkość 112,43 km/h, Stanisław Kluk 152,73 km/h;
- na trasie 300 km: Stanisław Kluk - prędkość 110,82 km/h.

Przez kilka lat oba prototypy były użytkowane przez Centrum Szybowcowe w Lesznie, później SP-2637 (17,5 m) został przekazany do Aeroklubu Pomorskiego w Toruniu, gdzie został pod koniec lat 80. uszkodzony w wypadku i w 1999 r. sprzedany.
Doświadczenia zebrane przy konstrukcji SZD-37 wykorzystano przy budowie innych szybowców z rodziny Jantar:
- SZD-38 Jantar 1
- SZD-41 Jantar Standard
- SZD-42 Jantar 2
- SZD-48 Jantar Standard 2/3
- SZD-49 Jantar Standard K

## Konstrukcja (wersji 17,5 m)
Jednomiejscowy, wysokowyczynowy szybowiec klasy otwartej w układzie średniopłata.
Kadłub laminatowy z duralową belką ogonową. W części centralnej wlaminowana jest stalowa kratownica stanowiąca węzeł mocujący podwozie główne i łącząca skrzydła z kadłubem. Kabina wyposażona w kolumnową tablicę przyrządów z metalową osłoną. Miska siedzeniowa pilota wyjmowana dla ułatwienia obsługi, fotel pilota i pedały regulowane. Osłona kabiny dwuczęściowa, ze stałym wiatrochronem i odejmowaną limuzyną. Zaczep do lotów holowanych i startu za wyciągarką, możliwość zabudowy aparatury tlenowej. Radiostacja zabudowana w bagażniku tylnym, z anteną wlaminowaną w statecznik pionowy. Podwozie jednotorowe, koło główne nieamortyzowane, chowane w locie, wyposażone w hamulec tarczowy sprzężony z hamulcami aerodynamicznymi. Kółko ogonowe stałe osłonięte laminatową owiewką.
Skrzydło dwudzielne, skorupowe, jednodźwigarowe o obrysie dwutrapezowym z dwuobwodowym kesonem, początkowo o profilu Fx-67 K170 przechodzącym w części lotkowej w Fx-67 K150. Integralne zbiorniki balastowe w przykadłubowej części przedniego kesonu o pojemności łącznej 75 litrów. Lotka konstrukcji przekładkowej, niedzielona, bez wyważenia masowego, wychylana także jako klapa. Hamulce aerodynamiczne jednopłytowe na górnej i dolnej powierzchni skrzydła. 
Usterzenie w układzie T, o obrysie trapezowym konstrukcji przekładkowej. Ster wysokości 30% dwuczęściowy, bez wyważenia masowego, z trymerem sprężynowym.